# Krokiet na Letnich Igrzyskach Olimpijskich 1900
Zawody w krokiecie na Letnich Igrzyskach Olimpijskich 1900 w Paryżu rozegrane zostały po raz pierwszy i jak do tej pory ostatni w historii igrzysk olimpijskich. W terminarzu znalazły się trzy konkurencje: gra indywidualna jedną piłką, gra indywidualna dwoma piłkami oraz gra podwójna. Turniej w grze podwójnej z powodu zgłoszenia się tylko jednego zespołu nie został rozegrany.
Wśród 10 zgłoszonych sportowców 9 pochodziło z Francji, 1 był Belgiem. W zawodach uczestniczyły 3 kobiety. Francuzi zdobyli wszystkie medale olimpijskie. Gaston Aumoitte, Georges Johin i Chrétien Waydelich zdobyli po dwa medale olimpijskie.
Zawody odbyły się w dniach 28 czerwca i 4 lipca w Lasku Bulońskim.
Na Letnich Igrzyskach Olimpijskich 1904 krokiet został zastąpiony przez roque będące odmianą tej dyscypliny sportu.

## Uczestnicy

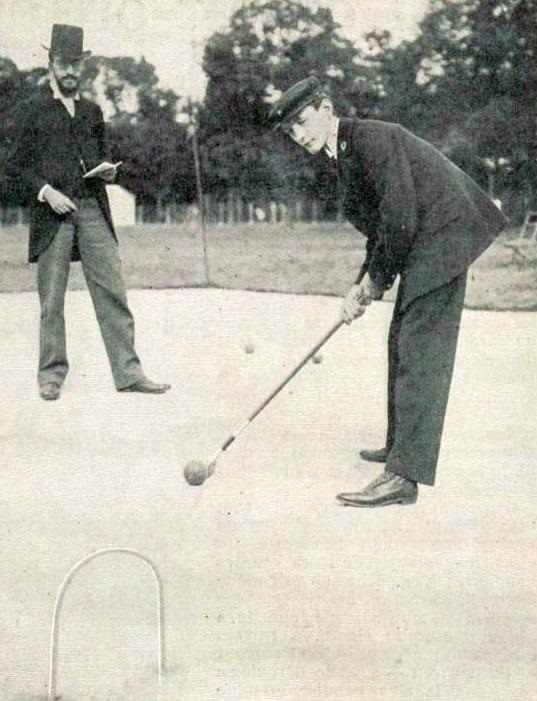
Zawody w krokiecie

W zawodach uczestniczyło 10 sportowców z 2 krajów:
- Belgia (1)
- Francja (9)

## Medaliści
| Konkurencja                             | Złoto                         | Srebro           | Brąz               |
| --------------------------------------- | ----------------------------- | ---------------- | ------------------ |
| Gra pojedyncza, jedna piłka (szczegóły) | Gaston Aumoitte               | Georges Johin    | Chrétien Waydelich |
| Gra pojedyncza, dwie piłki (szczegóły)  | Chrétien Waydelich            | Maurice Vignerot | Jacques Sautereau  |
| Gra podwójna (szczegóły)                | Gaston Aumoitte Georges Johin | –                | –                  |

## Tabela medalowa
| Lp.   | Państwo       | Złoto | Srebro | Brąz | Razem | Źródło |
| ----- | ------------- | ----- | ------ | ---- | ----- | ------ |
| 1     | Francja (FRA) | 3     | 2      | 2    | 7     | [ 1 ]  |
| Razem | Razem         | 3     | 2      | 2    | 7     |        |